# Llista de topònims de Fonollosa
Llista de topònims (noms propis de lloc) del municipi de Fonollosa, al Bages
Informació actualitzada per un bot. Els canvis manuals es perdran quan s'actualitzi!

## cabana
| imatge | Nom                        | Ubicat a  | instància de | Detalls | coordenades                                                         | Protecció | Commons (més fotos) | Dades a WD                    |
| ------ | -------------------------- | --------- | ------------ | ------- | ------------------------------------------------------------------- | --------- | ------------------- | ----------------------------- |
|        | barraca del Collet de Dalt | Fonollosa | cabana       |         | 41° 45′ 06″ N, 1° 44′ 51″ E / 41.7517161636798°N,1.747611535149°E   |           |                     | Modifica les dades a Wikidata |
|        | cabana dels Rovellons      | Fonollosa | cabana       |         | 41° 46′ 54″ N, 1° 45′ 41″ E / 41.7815351878004°N,1.76150748810413°E |           |                     | Modifica les dades a Wikidata |
|        | coberts de Can Feixes      | Fonollosa | cabana       |         | 41° 46′ 40″ N, 1° 40′ 36″ E / 41.7776979644682°N,1.67666732938143°E |           |                     | Modifica les dades a Wikidata |

## creu de terme
| imatge | Nom                    | Ubicat a  | instància de  | Detalls                                 | coordenades                                                             | Protecció                                  | Commons (més fotos)   | Dades a WD                    |
| ------ | ---------------------- | --------- | ------------- | --------------------------------------- | ----------------------------------------------------------------------- | ------------------------------------------ | --------------------- | ----------------------------- |
|        | creu de terme de Camps | Fonollosa | creu de terme |                                         | 41° 46′ 35″ N, 1° 41′ 13″ E / 41.776331324762864°N,1.6868588395488824°E |                                            |                       | Modifica les dades a Wikidata |
|        | creu de terme de Fals  | Fonollosa | creu de terme | Estil: arquitectura gòtica 20th century | 41° 45′ 02″ N, 1° 43′ 23″ E / 41.750643°N,1.72308°E ca:Fals 403 msnm    | bé integrant del patrimoni cultural català | Creu de terme de Fals | Modifica les dades a Wikidata |

## curs d'aigua
| imatge | Nom                     | Ubicat a                                               | instància de | Detalls                  | coordenades | Protecció | Commons (més fotos) | Dades a WD                    |
| ------ | ----------------------- | ------------------------------------------------------ | ------------ | ------------------------ | --- | --------- | ------------------- | ----------------------------- |
|        | riera de Fals           | Fonollosa Sant Joan de Vilatorrada                     | curs d'aigua | Desemboca: Cardener      | |           |                     | Modifica les dades a Wikidata |
|        | riera de Fonollosa      | Sant Mateu de Bages Fonollosa Sant Joan de Vilatorrada | curs d'aigua | Desemboca: Cardener      | 41° 47′ 48″ N, 1° 37′ 34″ E / 41.796592°N,1.626212°E 41° 45′ 08″ N, 1° 47′ 58″ E / 41.75209°N,1.79933°E ca:Sant Joan de Vilatorrada |           | Riera de Fonollosa  | Modifica les dades a Wikidata |
|        | torrent de la Fonollosa | Fonollosa Sant Mateu de Bages                          | curs d'aigua | Desemboca: riera de Fals | |           |                     | Modifica les dades a Wikidata |

## entitat singular de població
| imatge | Nom           | Ubicat a  | instància de                                   | Detalls | coordenades                                                      | Protecció | Commons (més fotos) | Dades a WD                    |
| ------ | ------------- | --------- | ---------------------------------------------- | ------- | ---------------------------------------------------------------- | --------- | ------------------- | ----------------------------- |
|        | Camps         | Fonollosa | entitat singular de població                   | 87 hab  | 41° 46′ 39″ N, 1° 41′ 02″ E / 41.77745556°N,1.683825°E 584 msnm  |           | Camps (Fonollosa)   | Modifica les dades a Wikidata |
|        | Canet de Fals | Fonollosa | entitat singular de població                   | 914 hab | 41° 45′ 45″ N, 1° 44′ 37″ E / 41.76241667°N,1.7435°E 375 msnm    |           | Canet de Fals       | Modifica les dades a Wikidata |
|        | Fals          | Fonollosa | entitat singular de població                   | 356 hab | 41° 44′ 33″ N, 1° 42′ 51″ E / 41.74238°N,1.714135°E 387 msnm     |           | Fals (Bages)        | Modifica les dades a Wikidata |
|        | Fonollosa     | Fonollosa | entitat singular de població capital municipal | 227 hab | 41° 45′ 48″ N, 1° 39′ 57″ E / 41.7633771°N,1.66576169°E 524 msnm |           |                     | Modifica les dades a Wikidata |

## església
| imatge | Nom                                   | Ubicat a  | instància de     | Detalls                                                               | coordenades | Protecció                                  | Commons (més fotos)                   | Dades a WD                    |
| ------ | ------------------------------------- | --------- | ---------------- | --------------------------------------------------------------------- | --- | ------------------------------------------ | ------------------------------------- | ----------------------------- |
|        | Mare de Déu dels Àngels de Caselles   | Fonollosa | església capella |                                                                       | 41° 46′ 06″ N, 1° 40′ 48″ E / 41.7683597206071°N,1.6799512102836°E ca:Pabordia de Caselles 539 msnm                                          |                                            |                                       | Modifica les dades a Wikidata |
|        | Sant Andreu de Comallonga             | Fonollosa | església         | Estil: arquitectura romànica 14th century                             | 41° 47′ 08″ N, 1° 42′ 35″ E / 41.785628°N,1.709678°E ca:Fals. Mas Sant Andreu s/n (08259 Fonollosa) 586 msnm                                 | bé integrant del patrimoni cultural català | Sant Andreu de Comallonga             | Modifica les dades a Wikidata |
|        | Sant Esteve de Camps                  | Fonollosa | església         | Estil: arquitectura romànica                                          | 41° 46′ 58″ N, 1° 41′ 25″ E / 41.782718°N,1.690212°E                                                                                         | bé integrant del patrimoni cultural català |                                       | Modifica les dades a Wikidata |
|        | Sant Joan de Jaumandreu               | Fonollosa | església         | Estil: arquitectura del Renaixement                                   | 41° 46′ 19″ N, 1° 45′ 14″ E / 41.77186°N,1.754025°E 388 msnm                                                                                 | bé integrant del patrimoni cultural català | Sant Joan de Jaumandreu               | Modifica les dades a Wikidata |
|        | Sant Vicenç de Fals                   | Fonollosa | església         | Estil: arquitectura barroca arquitectura popular 10th century         | 41° 45′ 25″ N, 1° 44′ 08″ E / 41.756842°N,1.735527°E ca:Fals. Torres de Fals                                                                 | bé cultural d'interès local                | Church of Sant Vicenç de Fals         | Modifica les dades a Wikidata |
|        | Santa Creu de Fonollosa               | Fonollosa | església         | Estil: arquitectura del Renaixement arquitectura barroca 17th century | 41° 45′ 48″ N, 1° 40′ 09″ E / 41.763287°N,1.669044°E ca:Fonollosa. C/ Major, s/n (08259 Fonollosa) 525 msnm                                  | bé integrant del patrimoni cultural català | Santa Creu de Fonollosa               | Modifica les dades a Wikidata |
|        | Santa Justa i Santa Rufina de la Vall | Fonollosa | església capella |                                                                       | 41° 45′ 32″ N, 1° 39′ 04″ E / 41.7587752989124°N,1.65115772473999°E ca:masia la Vall 551 msnm                                                |                                            | Santa Justa i Santa Rufina de la Vall | Modifica les dades a Wikidata |
|        | Santa Maria de Camps                  | Fonollosa | església         | 18th century                                                          | 41° 46′ 38″ N, 1° 41′ 03″ E / 41.777323°N,1.68424°E ca:Camps. Veïnat de Camps .Església parroquia de Santa Maria de Camps. (08259 Fonollosa) | bé integrant del patrimoni cultural català | Santa Maria de Camps                  | Modifica les dades a Wikidata |
|        | Santa Maria del Grau                  | Fonollosa | església         | Estil: art preromànic arquitectura romànica                           | 41° 45′ 00″ N, 1° 42′ 32″ E / 41.75°N,1.70889°E                                                                                              | bé integrant del patrimoni cultural català | Santa Maria del Grau                  | Modifica les dades a Wikidata |

## granja
| imatge | Nom                         | Ubicat a  | instància de | Detalls | coordenades                                                         | Protecció | Commons (més fotos) | Dades a WD                    |
| ------ | --------------------------- | --------- | ------------ | ------- | ------------------------------------------------------------------- | --------- | ------------------- | ----------------------------- |
|        | Granges del Joan de la Creu | Fonollosa | granja       |         | 41° 45′ 02″ N, 1° 43′ 39″ E / 41.7506298225372°N,1.72743840962471°E |           |                     | Modifica les dades a Wikidata |
|        | Granges del Pujol           | Fonollosa | granja       |         | 41° 45′ 18″ N, 1° 45′ 43″ E / 41.7549956007835°N,1.7618254472697°E  |           |                     | Modifica les dades a Wikidata |
|        | Granja Balaguer             | Fonollosa | granja       |         | 41° 45′ 25″ N, 1° 45′ 31″ E / 41.7569776645026°N,1.75853958588785°E |           |                     | Modifica les dades a Wikidata |
|        | Granja del Caselles         | Fonollosa | granja       |         | 41° 45′ 14″ N, 1° 43′ 36″ E / 41.7539174623026°N,1.72663974573302°E |           |                     | Modifica les dades a Wikidata |
|        | Granja del Closa            | Fonollosa | granja       |         | 41° 45′ 39″ N, 1° 39′ 47″ E / 41.7607332629781°N,1.66301377862739°E |           |                     | Modifica les dades a Wikidata |
|        | Granja del Jep Gran         | Fonollosa | granja       |         | 41° 44′ 27″ N, 1° 42′ 40″ E / 41.7409174767584°N,1.71101066759684°E |           |                     | Modifica les dades a Wikidata |

## masia
| imatge | Nom                       | Ubicat a  | instància de   | Detalls                                           | coordenades | Protecció                                                              | Commons (més fotos)     | Dades a WD                    |
| ------ | ------------------------- | --------- | -------------- | ------------------------------------------------- | --- | ---------------------------------------------------------------------- | ----------------------- | ----------------------------- |
|        | Bastardes                 | Fonollosa | masia          |                                                   | 41° 46′ 48″ N, 1° 42′ 15″ E / 41.7799914329544°N,1.70403135605397°E                                                       |                                                                        |                         | Modifica les dades a Wikidata |
|        | Boixeda                   | Fonollosa | masia          |                                                   | 41° 46′ 22″ N, 1° 43′ 44″ E / 41.7728661487993°N,1.72893602655125°E                                                       |                                                                        | Boixeda (Fonollosa)     | Modifica les dades a Wikidata |
|        | Ca l'Agustí               | Fonollosa | masia          |                                                   | 41° 45′ 51″ N, 1° 41′ 14″ E / 41.764211056081°N,1.68732647362968°E                                                        |                                                                        |                         | Modifica les dades a Wikidata |
|        | Ca l'Esquerrà             | Fonollosa | masia          |                                                   | 41° 45′ 39″ N, 1° 41′ 29″ E / 41.7608432905081°N,1.69134077349943°E                                                       |                                                                        |                         | Modifica les dades a Wikidata |
|        | Ca l'Oliveres             | Fonollosa | masia          |                                                   | 41° 44′ 37″ N, 1° 42′ 54″ E / 41.7436460272532°N,1.71498487450765°E                                                       |                                                                        |                         | Modifica les dades a Wikidata |
|        | Ca l'Olís                 | Fonollosa | masia          |                                                   | 41° 47′ 19″ N, 1° 41′ 15″ E / 41.788603349451°N,1.6875028485517°E                                                         |                                                                        |                         | Modifica les dades a Wikidata |
|        | Ca la Manela              | Fonollosa | masia          |                                                   | 41° 45′ 40″ N, 1° 41′ 54″ E / 41.7610310073851°N,1.69835013567069°E                                                       |                                                                        |                         | Modifica les dades a Wikidata |
|        | Ca n'Oms                  | Fonollosa | masia          |                                                   | 41° 45′ 02″ N, 1° 46′ 10″ E / 41.7504937323335°N,1.76951337335248°E                                                       |                                                                        |                         | Modifica les dades a Wikidata |
|        | Cal Balandrès             | Fonollosa | masia          |                                                   | 41° 45′ 58″ N, 1° 41′ 13″ E / 41.7661166093354°N,1.68698686537871°E                                                       |                                                                        |                         | Modifica les dades a Wikidata |
|        | Cal Biosca                | Fonollosa | masia          |                                                   | 41° 45′ 10″ N, 1° 45′ 55″ E / 41.7528173985836°N,1.76530731271731°E                                                       |                                                                        |                         | Modifica les dades a Wikidata |
|        | Cal Bisbe                 | Fonollosa | masia          |                                                   | 41° 46′ 16″ N, 1° 40′ 36″ E / 41.7712311262404°N,1.67666792805886°E                                                       |                                                                        |                         | Modifica les dades a Wikidata |
|        | Cal Calcina               | Fonollosa | masia          |                                                   | 41° 47′ 02″ N, 1° 42′ 22″ E / 41.7840137990416°N,1.70610439167306°E                                                       |                                                                        |                         | Modifica les dades a Wikidata |
|        | Cal Cinto                 | Fonollosa | masia          |                                                   | 41° 46′ 24″ N, 1° 40′ 22″ E / 41.7733825923081°N,1.67266524997551°E                                                       |                                                                        |                         | Modifica les dades a Wikidata |
|        | Cal Cirola                | Fonollosa | masia          |                                                   | 41° 45′ 42″ N, 1° 41′ 21″ E / 41.7617280819634°N,1.6891574669777°E                                                        |                                                                        |                         | Modifica les dades a Wikidata |
|        | Cal Cisteller             | Fonollosa | masia          |                                                   | 41° 46′ 27″ N, 1° 41′ 26″ E / 41.7741633603349°N,1.69046840927026°E                                                       |                                                                        |                         | Modifica les dades a Wikidata |
|        | Cal Codina                | Fonollosa | masia          |                                                   | 41° 44′ 33″ N, 1° 42′ 35″ E / 41.7425342523554°N,1.70981180492584°E                                                       |                                                                        |                         | Modifica les dades a Wikidata |
|        | Cal Colom Nou             | Fonollosa | masia          |                                                   | 41° 44′ 32″ N, 1° 42′ 48″ E / 41.7422485104502°N,1.71324492540043°E                                                       |                                                                        |                         | Modifica les dades a Wikidata |
|        | Cal Colomer               | Fonollosa | masia          |                                                   | 41° 47′ 47″ N, 1° 41′ 17″ E / 41.796362408573°N,1.688136134829°E                                                          |                                                                        |                         | Modifica les dades a Wikidata |
|        | Cal Cot                   | Fonollosa | masia          |                                                   | 41° 45′ 39″ N, 1° 41′ 31″ E / 41.760876057702°N,1.69184534378157°E                                                        |                                                                        |                         | Modifica les dades a Wikidata |
|        | Cal Cucala                | Fonollosa | masia          |                                                   | 41° 46′ 27″ N, 1° 38′ 27″ E / 41.7741188123571°N,1.64088588389982°E                                                       |                                                                        |                         | Modifica les dades a Wikidata |
|        | Cal Domingo               | Fonollosa | masia          |                                                   | 41° 44′ 51″ N, 1° 44′ 12″ E / 41.7474178256174°N,1.73672651444614°E                                                       |                                                                        |                         | Modifica les dades a Wikidata |
|        | Cal Fadrí del Cinto       | Fonollosa | masia          |                                                   | 41° 46′ 21″ N, 1° 40′ 26″ E / 41.7725766495274°N,1.67384893440725°E                                                       |                                                                        |                         | Modifica les dades a Wikidata |
|        | Cal Felip                 | Fonollosa | masia          |                                                   | 41° 44′ 28″ N, 1° 43′ 06″ E / 41.7410250673434°N,1.71821193204319°E                                                       |                                                                        |                         | Modifica les dades a Wikidata |
|        | Cal Ferrer                | Fonollosa | masia          |                                                   | 41° 46′ 05″ N, 1° 41′ 12″ E / 41.7680505497611°N,1.68676696419412°E 528 msnm                                              |                                                                        |                         | Modifica les dades a Wikidata |
|        | Cal Fontanet              | Fonollosa | masia          |                                                   | 41° 44′ 41″ N, 1° 42′ 35″ E / 41.7448124624106°N,1.70976618992952°E                                                       |                                                                        |                         | Modifica les dades a Wikidata |
|        | Cal Francisco             | Fonollosa | masia          |                                                   | 41° 45′ 36″ N, 1° 40′ 12″ E / 41.759914608095°N,1.67007990803302°E                                                        |                                                                        |                         | Modifica les dades a Wikidata |
|        | Cal Fuster                | Fonollosa | masia          |                                                   | 41° 46′ 12″ N, 1° 40′ 37″ E / 41.7699380629439°N,1.67700731700981°E                                                       |                                                                        |                         | Modifica les dades a Wikidata |
|        | Cal Gardela               | Fonollosa | masia          |                                                   | 41° 44′ 56″ N, 1° 42′ 12″ E / 41.7487575166509°N,1.70337292085078°E                                                       |                                                                        |                         | Modifica les dades a Wikidata |
|        | Cal Graner                | Fonollosa | masia          |                                                   | 41° 46′ 49″ N, 1° 40′ 59″ E / 41.7803548779923°N,1.68293005691898°E                                                       |                                                                        |                         | Modifica les dades a Wikidata |
|        | Cal Gravat                | Fonollosa | masia          |                                                   | 41° 46′ 52″ N, 1° 42′ 22″ E / 41.7810606610924°N,1.70619986875549°E                                                       |                                                                        |                         | Modifica les dades a Wikidata |
|        | Cal Guinard               | Fonollosa | masia          |                                                   | 41° 46′ 58″ N, 1° 43′ 12″ E / 41.7827733460939°N,1.71999196963018°E                                                       |                                                                        |                         | Modifica les dades a Wikidata |
|        | Cal Jan Bastardes         | Fonollosa | masia          |                                                   | 41° 46′ 34″ N, 1° 40′ 26″ E / 41.7761977507121°N,1.67388261905496°E                                                       |                                                                        |                         | Modifica les dades a Wikidata |
|        | Cal Jan Boixeda           | Fonollosa | masia          |                                                   | 41° 46′ 43″ N, 1° 40′ 17″ E / 41.7785011660106°N,1.67134438594042°E                                                       |                                                                        |                         | Modifica les dades a Wikidata |
|        | Cal Janet                 | Fonollosa | masia          |                                                   | 41° 44′ 41″ N, 1° 42′ 41″ E / 41.7446586456213°N,1.71130865073522°E                                                       |                                                                        |                         | Modifica les dades a Wikidata |
|        | Cal Jaume Cases           | Fonollosa | masia          |                                                   | 41° 45′ 42″ N, 1° 41′ 57″ E / 41.7615891501663°N,1.69912077619405°E                                                       |                                                                        |                         | Modifica les dades a Wikidata |
|        | Cal Jaumet                | Fonollosa | masia          |                                                   | 41° 46′ 24″ N, 1° 40′ 19″ E / 41.7733656630035°N,1.67197978896571°E                                                       |                                                                        |                         | Modifica les dades a Wikidata |
|        | Cal Jep Bonic             | Fonollosa | masia          |                                                   | 41° 45′ 47″ N, 1° 39′ 43″ E / 41.7630522867029°N,1.66183482740331°E                                                       |                                                                        |                         | Modifica les dades a Wikidata |
|        | Cal Jepet                 | Fonollosa | masia          |                                                   | 41° 46′ 33″ N, 1° 39′ 38″ E / 41.7757655069579°N,1.66069219898251°E                                                       |                                                                        |                         | Modifica les dades a Wikidata |
|        | Cal Jepet de Borredà      | Fonollosa | masia          |                                                   | 41° 46′ 45″ N, 1° 40′ 21″ E / 41.7791358351751°N,1.67248643549433°E                                                       |                                                                        |                         | Modifica les dades a Wikidata |
|        | Cal Jepet del Junyent     | Fonollosa | masia          |                                                   | 41° 47′ 19″ N, 1° 41′ 26″ E / 41.7886644199428°N,1.69048619019575°E                                                       |                                                                        |                         | Modifica les dades a Wikidata |
|        | Cal Jepetó                | Fonollosa | masia          |                                                   | 41° 46′ 44″ N, 1° 40′ 19″ E / 41.7788399007196°N,1.67181870406794°E                                                       |                                                                        |                         | Modifica les dades a Wikidata |
|        | Cal Jepic                 | Fonollosa | masia          |                                                   | 41° 45′ 06″ N, 1° 43′ 05″ E / 41.7517335284096°N,1.71815524683488°E                                                       |                                                                        |                         | Modifica les dades a Wikidata |
|        | Cal Joan                  | Fonollosa | masia          |                                                   | 41° 46′ 05″ N, 1° 39′ 14″ E / 41.768044803932°N,1.6538244342377°E                                                         |                                                                        |                         | Modifica les dades a Wikidata |
|        | Cal Joan de la Creu       | Fonollosa | masia          |                                                   | 41° 45′ 06″ N, 1° 43′ 12″ E / 41.751789391752°N,1.7199342421625°E                                                         |                                                                        |                         | Modifica les dades a Wikidata |
|        | Cal Jordà                 | Fonollosa | masia          |                                                   | 41° 46′ 47″ N, 1° 43′ 22″ E / 41.7797871482644°N,1.72278285179938°E                                                       |                                                                        |                         | Modifica les dades a Wikidata |
|        | Cal Lluís                 | Fonollosa | masia          |                                                   | 41° 45′ 42″ N, 1° 40′ 45″ E / 41.761745°N,1.679039°E 492 msnm                                                             |                                                                        |                         | Modifica les dades a Wikidata |
|        | Cal Lluís de les Costetes | Fonollosa | masia          |                                                   | 41° 45′ 09″ N, 1° 43′ 06″ E / 41.7524471883919°N,1.71834551993983°E                                                       |                                                                        |                         | Modifica les dades a Wikidata |
|        | Cal Magdalena             | Fonollosa | masia          |                                                   | 41° 44′ 32″ N, 1° 45′ 48″ E / 41.742177522511°N,1.76337056402499°E                                                        |                                                                        |                         | Modifica les dades a Wikidata |
|        | Cal Maginet               | Fonollosa | masia          |                                                   | 41° 46′ 33″ N, 1° 40′ 21″ E / 41.775903324402°N,1.67256513974602°E                                                        |                                                                        |                         | Modifica les dades a Wikidata |
|        | Cal Maixic                | Fonollosa | masia          |                                                   | 41° 46′ 01″ N, 1° 41′ 12″ E / 41.7669881370269°N,1.68680066443675°E                                                       |                                                                        |                         | Modifica les dades a Wikidata |
|        | Cal Manel                 | Fonollosa | masia          |                                                   | 41° 46′ 07″ N, 1° 42′ 50″ E / 41.7685470579001°N,1.71393457324485°E                                                       |                                                                        |                         | Modifica les dades a Wikidata |
|        | Cal Miquelet              | Fonollosa | masia          | 18th century                                      | 41° 46′ 07″ N, 1° 39′ 12″ E / 41.7685291309216°N,1.65341971559933°E ca:Fonollosa. Casa Cal Miquelet s/n (08259 Fonollosa) |                                                                        |                         | Modifica les dades a Wikidata |
|        | Cal Mongia                | Fonollosa | masia          |                                                   | 41° 44′ 22″ N, 1° 43′ 10″ E / 41.7395787558913°N,1.71935906629924°E                                                       |                                                                        |                         | Modifica les dades a Wikidata |
|        | Cal Mosquit               | Fonollosa | masia          |                                                   | 41° 44′ 23″ N, 1° 43′ 07″ E / 41.7397772870658°N,1.71858548888667°E                                                       |                                                                        |                         | Modifica les dades a Wikidata |
|        | Cal Nasi                  | Fonollosa | masia          |                                                   | 41° 45′ 36″ N, 1° 39′ 32″ E / 41.7599190884894°N,1.65884450712132°E                                                       |                                                                        |                         | Modifica les dades a Wikidata |
|        | Cal Negre                 | Fonollosa | masia          |                                                   | 41° 46′ 48″ N, 1° 43′ 42″ E / 41.7799834848395°N,1.7283021127285°E                                                        |                                                                        |                         | Modifica les dades a Wikidata |
|        | Cal Padró                 | Fonollosa | masia          |                                                   | 41° 45′ 11″ N, 1° 40′ 24″ E / 41.7531429859805°N,1.67332293967225°E                                                       |                                                                        |                         | Modifica les dades a Wikidata |
|        | Cal Passadret             | Fonollosa | masia          |                                                   | 41° 46′ 13″ N, 1° 41′ 47″ E / 41.7702941258146°N,1.69633412158439°E                                                       |                                                                        |                         | Modifica les dades a Wikidata |
|        | Cal Pau                   | Fonollosa | masia          |                                                   | 41° 45′ 44″ N, 1° 40′ 47″ E / 41.7621523435756°N,1.67980177987375°E                                                       |                                                                        |                         | Modifica les dades a Wikidata |
|        | Cal Pentiner              | Fonollosa | masia          |                                                   | 41° 47′ 49″ N, 1° 40′ 18″ E / 41.7970053312457°N,1.67172047744049°E                                                       |                                                                        |                         | Modifica les dades a Wikidata |
|        | Cal Pere                  | Fonollosa | masia          |                                                   | 41° 46′ 31″ N, 1° 39′ 57″ E / 41.7751406535768°N,1.66581883597575°E                                                       |                                                                        |                         | Modifica les dades a Wikidata |
|        | Cal Pere Moliner          | Fonollosa | masia          |                                                   | 41° 46′ 27″ N, 1° 39′ 49″ E / 41.7742324769935°N,1.66362378795095°E                                                       |                                                                        |                         | Modifica les dades a Wikidata |
|        | Cal Pere Negre            | Fonollosa | masia          |                                                   | 41° 45′ 23″ N, 1° 41′ 56″ E / 41.7563886595254°N,1.69880481476105°E                                                       |                                                                        |                         | Modifica les dades a Wikidata |
|        | Cal Pere Pelfort          | Fonollosa | masia          |                                                   | 41° 46′ 28″ N, 1° 39′ 57″ E / 41.774519617308°N,1.66585577247075°E                                                        |                                                                        |                         | Modifica les dades a Wikidata |
|        | Cal Petit                 | Fonollosa | masia          |                                                   | 41° 46′ 31″ N, 1° 40′ 03″ E / 41.7753402930337°N,1.66749919495575°E                                                       |                                                                        |                         | Modifica les dades a Wikidata |
|        | Cal Pi Pla                | Fonollosa | masia          |                                                   | 41° 45′ 44″ N, 1° 40′ 53″ E / 41.7622978847608°N,1.68149498262408°E                                                       |                                                                        |                         | Modifica les dades a Wikidata |
|        | Cal Pistol                | Fonollosa | masia          |                                                   | 41° 45′ 01″ N, 1° 40′ 32″ E / 41.7504024266439°N,1.67544810242683°E                                                       |                                                                        |                         | Modifica les dades a Wikidata |
|        | Cal Piu                   | Fonollosa | masia          |                                                   | 41° 47′ 04″ N, 1° 42′ 27″ E / 41.7843538159599°N,1.70750551266315°E                                                       |                                                                        |                         | Modifica les dades a Wikidata |
|        | Cal Quelet Vell           | Fonollosa | masia          |                                                   | 41° 46′ 00″ N, 1° 39′ 56″ E / 41.7665627037525°N,1.66551538069547°E                                                       |                                                                        |                         | Modifica les dades a Wikidata |
|        | Cal Quimet                | Fonollosa | masia          |                                                   | 41° 45′ 19″ N, 1° 44′ 51″ E / 41.7554090901443°N,1.74762393456673°E                                                       |                                                                        |                         | Modifica les dades a Wikidata |
|        | Cal Rabinat               | Fonollosa | masia          |                                                   | 41° 47′ 03″ N, 1° 42′ 30″ E / 41.7841099395146°N,1.70824447215681°E                                                       |                                                                        |                         | Modifica les dades a Wikidata |
|        | Cal Ramonet de la Vall    | Fonollosa | masia          |                                                   | 41° 45′ 44″ N, 1° 38′ 32″ E / 41.7621296155934°N,1.6423058290702°E                                                        |                                                                        |                         | Modifica les dades a Wikidata |
|        | Cal Recus                 | Fonollosa | masia          |                                                   | 41° 45′ 54″ N, 1° 39′ 43″ E / 41.7650158450218°N,1.66184214154512°E                                                       |                                                                        |                         | Modifica les dades a Wikidata |
|        | Cal Regueret              | Fonollosa | masia          |                                                   | 41° 44′ 26″ N, 1° 43′ 00″ E / 41.7404213654496°N,1.71657642857267°E                                                       |                                                                        |                         | Modifica les dades a Wikidata |
|        | Cal Revinxel·la           | Fonollosa | masia          |                                                   | 41° 46′ 13″ N, 1° 40′ 14″ E / 41.7701702039528°N,1.67058993847534°E                                                       |                                                                        |                         | Modifica les dades a Wikidata |
|        | Cal Robinat               | Fonollosa | masia          |                                                   | 41° 45′ 53″ N, 1° 39′ 45″ E / 41.7648524618707°N,1.66250719573739°E                                                       |                                                                        |                         | Modifica les dades a Wikidata |
|        | Cal Santpere              | Fonollosa | masia          |                                                   | 41° 46′ 42″ N, 1° 40′ 59″ E / 41.7782671829076°N,1.68309310758051°E                                                       |                                                                        |                         | Modifica les dades a Wikidata |
|        | Cal Saperes               | Fonollosa | masia          |                                                   | 41° 47′ 37″ N, 1° 39′ 52″ E / 41.7935709429158°N,1.66448582936671°E                                                       |                                                                        |                         | Modifica les dades a Wikidata |
|        | Cal Sebastià              | Fonollosa | masia          |                                                   | 41° 45′ 57″ N, 1° 41′ 13″ E / 41.7658474316372°N,1.68707656703166°E                                                       |                                                                        |                         | Modifica les dades a Wikidata |
|        | Cal Sec                   | Fonollosa | masia          |                                                   | 41° 46′ 04″ N, 1° 41′ 12″ E / 41.7676899507543°N,1.68673822723173°E                                                       |                                                                        |                         | Modifica les dades a Wikidata |
|        | Cal Sembleia              | Fonollosa | masia          |                                                   | 41° 45′ 38″ N, 1° 41′ 27″ E / 41.7606216967623°N,1.69086410110829°E                                                       |                                                                        |                         | Modifica les dades a Wikidata |
|        | Cal Tatger                | Fonollosa | masia          |                                                   | 41° 44′ 46″ N, 1° 42′ 22″ E / 41.7462122518189°N,1.70609406968622°E                                                       |                                                                        |                         | Modifica les dades a Wikidata |
|        | Cal Teixidor              | Fonollosa | masia          |                                                   | 41° 46′ 54″ N, 1° 40′ 56″ E / 41.7816989493746°N,1.68232494924317°E                                                       |                                                                        |                         | Modifica les dades a Wikidata |
|        | Cal Ticarelles            | Fonollosa | masia          |                                                   | 41° 45′ 53″ N, 1° 39′ 49″ E / 41.7646773627695°N,1.66371384550797°E                                                       |                                                                        |                         | Modifica les dades a Wikidata |
|        | Cal Ticó Nou              | Fonollosa | masia          |                                                   | 41° 45′ 43″ N, 1° 43′ 30″ E / 41.7619055368321°N,1.72492998274859°E                                                       |                                                                        |                         | Modifica les dades a Wikidata |
|        | Cal Ticó Vell             | Fonollosa | masia          |                                                   | 41° 45′ 55″ N, 1° 43′ 30″ E / 41.7652476544307°N,1.72498410597289°E                                                       |                                                                        |                         | Modifica les dades a Wikidata |
|        | Cal Tomàs                 | Fonollosa | masia          |                                                   | 41° 45′ 55″ N, 1° 40′ 11″ E / 41.7651700971262°N,1.66969466961717°E                                                       |                                                                        |                         | Modifica les dades a Wikidata |
|        | Cal Tor                   | Fonollosa | masia          |                                                   | 41° 47′ 26″ N, 1° 40′ 24″ E / 41.7904766694791°N,1.67338372497715°E                                                       |                                                                        |                         | Modifica les dades a Wikidata |
|        | Cal Trenca                | Fonollosa | masia          |                                                   | 41° 46′ 14″ N, 1° 39′ 42″ E / 41.7704824607066°N,1.66180070440662°E                                                       |                                                                        |                         | Modifica les dades a Wikidata |
|        | Cal Veixiner              | Fonollosa | masia          |                                                   | 41° 46′ 25″ N, 1° 44′ 18″ E / 41.7735476117112°N,1.73846380654013°E                                                       |                                                                        |                         | Modifica les dades a Wikidata |
|        | Cal Vicenç                | Fonollosa | masia          |                                                   | 41° 45′ 13″ N, 1° 46′ 57″ E / 41.7537477086801°N,1.78242958667733°E                                                       |                                                                        |                         | Modifica les dades a Wikidata |
|        | Cal Xemal                 | Fonollosa | masia          |                                                   | 41° 45′ 06″ N, 1° 41′ 43″ E / 41.7516482340415°N,1.69537644934235°E                                                       |                                                                        |                         | Modifica les dades a Wikidata |
|        | Cal Xiquet de la Font     | Fonollosa | masia          |                                                   | 41° 45′ 40″ N, 1° 39′ 59″ E / 41.7610606920975°N,1.66638725673121°E                                                       |                                                                        |                         | Modifica les dades a Wikidata |
|        | Can Bacardit de les Olles | Fonollosa | masia          |                                                   | 41° 45′ 55″ N, 1° 38′ 31″ E / 41.765201897101°N,1.6418537729813°E                                                         |                                                                        | Bacardit de les Olles   | Modifica les dades a Wikidata |
|        | Can Beló                  | Fonollosa | masia          |                                                   | 41° 46′ 11″ N, 1° 39′ 55″ E / 41.7696591628828°N,1.66535494896397°E                                                       |                                                                        |                         | Modifica les dades a Wikidata |
|        | Can Camps                 | Fonollosa | masia          |                                                   | 41° 46′ 26″ N, 1° 39′ 57″ E / 41.7737713992013°N,1.6657990894079°E                                                        |                                                                        |                         | Modifica les dades a Wikidata |
|        | Can Canals                | Fonollosa | masia          |                                                   | 41° 45′ 05″ N, 1° 46′ 47″ E / 41.751432621313°N,1.77985130047465°E                                                        |                                                                        |                         | Modifica les dades a Wikidata |
|        | Can Cerarols              | Fonollosa | masia          |                                                   | 41° 45′ 56″ N, 1° 40′ 14″ E / 41.7654420909882°N,1.67062741141594°E                                                       |                                                                        |                         | Modifica les dades a Wikidata |
|        | Can Fadrí Jaumet          | Fonollosa | masia          |                                                   | 41° 46′ 53″ N, 1° 40′ 37″ E / 41.7813656114799°N,1.67683257650651°E                                                       |                                                                        |                         | Modifica les dades a Wikidata |
|        | Can Feixes                | Fonollosa | masia          |                                                   | 41° 46′ 38″ N, 1° 40′ 30″ E / 41.7771202645141°N,1.67499466294619°E                                                       |                                                                        |                         | Modifica les dades a Wikidata |
|        | Can Jan de la Roca        | Fonollosa | masia          |                                                   | 41° 44′ 34″ N, 1° 42′ 25″ E / 41.7426814998503°N,1.70688652846578°E                                                       |                                                                        |                         | Modifica les dades a Wikidata |
|        | Can Massana               | Fonollosa | masia          | Estil: arquitectura popular                       | 41° 45′ 16″ N, 1° 44′ 01″ E / 41.754414°N,1.733482°E 384 msnm                                                             | bé integrant del patrimoni cultural català                             | Can Massana (Fonollosa) | Modifica les dades a Wikidata |
|        | Can Ramon                 | Fonollosa | masia          |                                                   | 41° 45′ 58″ N, 1° 39′ 24″ E / 41.7659997309532°N,1.65662457312635°E                                                       |                                                                        |                         | Modifica les dades a Wikidata |
|        | Can Saldes Nou            | Fonollosa | masia          |                                                   | 41° 44′ 09″ N, 1° 44′ 32″ E / 41.735714429256°N,1.74215060734933°E                                                        |                                                                        |                         | Modifica les dades a Wikidata |
|        | Can Serra                 | Fonollosa | masia          |                                                   | 41° 45′ 56″ N, 1° 44′ 43″ E / 41.7655980575094°N,1.74535656005025°E                                                       |                                                                        |                         | Modifica les dades a Wikidata |
|        | Can Server                | Fonollosa | masia          |                                                   | 41° 45′ 08″ N, 1° 46′ 50″ E / 41.752346089882°N,1.7804437912767°E                                                         |                                                                        |                         | Modifica les dades a Wikidata |
|        | Casa Nova                 | Fonollosa | masia          |                                                   | 41° 45′ 52″ N, 1° 40′ 36″ E / 41.7644924792781°N,1.67652973458487°E                                                       |                                                                        |                         | Modifica les dades a Wikidata |
|        | Caselles                  | Fonollosa | masia          |                                                   | 41° 46′ 03″ N, 1° 40′ 51″ E / 41.7673784678967°N,1.68077738169°E                                                          |                                                                        |                         | Modifica les dades a Wikidata |
|        | Caseta de Boixeda         | Fonollosa | masia          |                                                   | 41° 45′ 53″ N, 1° 43′ 36″ E / 41.7647155715359°N,1.72654653353425°E                                                       |                                                                        |                         | Modifica les dades a Wikidata |
|        | Clarena                   | Fonollosa | masia          |                                                   | 41° 46′ 28″ N, 1° 42′ 16″ E / 41.7744554361185°N,1.7043112688649°E                                                        |                                                                        |                         | Modifica les dades a Wikidata |
|        | Collbaix                  | Fonollosa | masia          |                                                   | 41° 44′ 42″ N, 1° 45′ 47″ E / 41.7450666937075°N,1.76318282649731°E                                                       |                                                                        |                         | Modifica les dades a Wikidata |
|        | Comallonga                | Fonollosa | masia          |                                                   | 41° 45′ 11″ N, 1° 45′ 59″ E / 41.7529271760196°N,1.76630353153818°E                                                       |                                                                        |                         | Modifica les dades a Wikidata |
|        | Gabriela                  | Fonollosa | masia          |                                                   | 41° 44′ 42″ N, 1° 44′ 41″ E / 41.7449292839934°N,1.74470075371189°E                                                       |                                                                        |                         | Modifica les dades a Wikidata |
|        | Jaumandreu                | Fonollosa | masia          | Estil: arquitectura popular                       | 41° 46′ 26″ N, 1° 45′ 19″ E / 41.773892°N,1.755405°E 41° 46′ 27″ N, 1° 45′ 21″ E / 41.7741164372945°N,1.75593506294796°E  | bé integrant del patrimoni cultural català                             | Jaumandreu              | Modifica les dades a Wikidata |
|        | Mas Campserver            | Fonollosa | masia          |                                                   | 41° 45′ 06″ N, 1° 46′ 49″ E / 41.75171°N,1.78024°E ca:Fals. Mas Campserver s/n (08259 Fonollosa)                          |                                                                        |                         | Modifica les dades a Wikidata |
|        | Mas Coma                  | Fonollosa | masia          | Estil: arquitectura popular                       | 41° 46′ 39″ N, 1° 41′ 03″ E / 41.777531°N,1.684259°E ca:Camps. Veïnat de Camps. Mas Coma s/n (08259 Fonollosa)            | bé integrant del patrimoni cultural català                             | Cal Coma (Fonollosa)    | Modifica les dades a Wikidata |
|        | Mas Perera                | Fonollosa | masia          |                                                   | 41° 45′ 24″ N, 1° 43′ 41″ E / 41.7567262767852°N,1.7281479454481°E                                                        |                                                                        |                         | Modifica les dades a Wikidata |
|        | Molineret Nou             | Fonollosa | masia          |                                                   | 41° 45′ 51″ N, 1° 39′ 38″ E / 41.7642175891111°N,1.66058354657192°E                                                       |                                                                        |                         | Modifica les dades a Wikidata |
|        | Montconill                | Fonollosa | masia          |                                                   | 41° 45′ 47″ N, 1° 46′ 02″ E / 41.7630954844166°N,1.7671072261954°E                                                        |                                                                        |                         | Modifica les dades a Wikidata |
|        | Oliveres de la Costa      | Fonollosa | masia          |                                                   | 41° 46′ 09″ N, 1° 42′ 55″ E / 41.7690846772654°N,1.71529536549361°E                                                       |                                                                        |                         | Modifica les dades a Wikidata |
|        | Patusca                   | Fonollosa | masia          |                                                   | 41° 46′ 06″ N, 1° 39′ 53″ E / 41.7684444415728°N,1.66468234242104°E                                                       |                                                                        |                         | Modifica les dades a Wikidata |
|        | Pelfort                   | Fonollosa | masia          |                                                   | 41° 46′ 31″ N, 1° 40′ 14″ E / 41.7752213645363°N,1.67044952179159°E                                                       |                                                                        |                         | Modifica les dades a Wikidata |
|        | Querol                    | Fonollosa | masia          |                                                   | 41° 45′ 37″ N, 1° 40′ 29″ E / 41.760167468288°N,1.67481422615446°E                                                        |                                                                        |                         | Modifica les dades a Wikidata |
|        | Sobirana                  | Fonollosa | masia          |                                                   | 41° 46′ 37″ N, 1° 44′ 30″ E / 41.7769870656145°N,1.74164516186656°E                                                       |                                                                        |                         | Modifica les dades a Wikidata |
|        | Sol-i-vent                | Fonollosa | masia          |                                                   | 41° 45′ 49″ N, 1° 39′ 35″ E / 41.7635939152912°N,1.6596220958322°E                                                        |                                                                        |                         | Modifica les dades a Wikidata |
|        | Torre Estany              | Fonollosa | masia          |                                                   | 41° 45′ 52″ N, 1° 39′ 55″ E / 41.7644625387047°N,1.6653784557565°E                                                        |                                                                        |                         | Modifica les dades a Wikidata |
|        | Torre del Pinyer          | Fonollosa | masia          |                                                   | 41° 45′ 14″ N, 1° 40′ 15″ E / 41.753833659972°N,1.6709606534919°E                                                         |                                                                        |                         | Modifica les dades a Wikidata |
|        | Torreblanca               | Fonollosa | masia          |                                                   | 41° 45′ 03″ N, 1° 45′ 45″ E / 41.7507692345684°N,1.76245994725692°E                                                       |                                                                        |                         | Modifica les dades a Wikidata |
|        | Valent                    | Fonollosa | masia          |                                                   | 41° 46′ 40″ N, 1° 42′ 54″ E / 41.7778090739501°N,1.71501294087164°E                                                       |                                                                        |                         | Modifica les dades a Wikidata |
|        | Vila-seca                 | Fonollosa | masia          |                                                   | 41° 45′ 56″ N, 1° 39′ 56″ E / 41.7656265060503°N,1.66555884478089°E                                                       |                                                                        |                         | Modifica les dades a Wikidata |
|        | el Bosc                   | Fonollosa | masia          |                                                   | 41° 45′ 44″ N, 1° 43′ 00″ E / 41.7623269373466°N,1.71666925169926°E                                                       |                                                                        |                         | Modifica les dades a Wikidata |
|        | el Casalot                | Fonollosa | masia          |                                                   | 41° 47′ 11″ N, 1° 40′ 35″ E / 41.7865037731188°N,1.67642606048362°E                                                       |                                                                        |                         | Modifica les dades a Wikidata |
|        | el Casó                   | Fonollosa | masia          |                                                   | 41° 46′ 37″ N, 1° 42′ 27″ E / 41.7769513973509°N,1.70760604380077°E                                                       |                                                                        |                         | Modifica les dades a Wikidata |
|        | el Collet                 | Fonollosa | masia          |                                                   | 41° 46′ 32″ N, 1° 40′ 52″ E / 41.7754716748871°N,1.68122515939779°E                                                       |                                                                        |                         | Modifica les dades a Wikidata |
|        | el Collet de Dalt         | Fonollosa | masia          |                                                   | 41° 45′ 06″ N, 1° 45′ 08″ E / 41.7516670949798°N,1.75220708688438°E                                                       |                                                                        |                         | Modifica les dades a Wikidata |
|        | el Curt                   | Fonollosa | masia          |                                                   | 41° 47′ 45″ N, 1° 40′ 04″ E / 41.7958975020864°N,1.6678316653888°E                                                        |                                                                        |                         | Modifica les dades a Wikidata |
|        | el Fosser                 | Fonollosa | masia          |                                                   | 41° 46′ 34″ N, 1° 39′ 42″ E / 41.7759921318627°N,1.66158990141583°E                                                       |                                                                        |                         | Modifica les dades a Wikidata |
|        | el Grauet                 | Fonollosa | masia          | Estil: arquitectura popular                       | 41° 45′ 01″ N, 1° 42′ 32″ E / 41.750403°N,1.708868°E                                                                      | bé integrant del patrimoni cultural català                             | El Grauet (Fonollosa)   | Modifica les dades a Wikidata |
|        | el Junyent                | Fonollosa | masia          |                                                   | 41° 47′ 18″ N, 1° 41′ 40″ E / 41.788326861874°N,1.6943172250296°E                                                         |                                                                        |                         | Modifica les dades a Wikidata |
|        | el Molineret              | Fonollosa | masia          |                                                   | 41° 45′ 58″ N, 1° 39′ 17″ E / 41.7659766468801°N,1.65465207484857°E                                                       |                                                                        |                         | Modifica les dades a Wikidata |
|        | el Rasi                   | Fonollosa | masia          |                                                   | 41° 46′ 03″ N, 1° 44′ 28″ E / 41.7676330477311°N,1.7411903679068°E                                                        |                                                                        |                         | Modifica les dades a Wikidata |
|        | el Soler                  | Fonollosa | masia          |                                                   | 41° 46′ 07″ N, 1° 41′ 23″ E / 41.7687495856329°N,1.68961606017866°E                                                       |                                                                        |                         | Modifica les dades a Wikidata |
|        | l'Alzina                  | Fonollosa | masia          |                                                   | 41° 45′ 12″ N, 1° 43′ 00″ E / 41.753452766616°N,1.7166746497422°E                                                         |                                                                        |                         | Modifica les dades a Wikidata |
|        | l'Hostal                  | Fonollosa | masia          |                                                   | 41° 45′ 48″ N, 1° 41′ 34″ E / 41.7634461218405°N,1.69291191611565°E                                                       |                                                                        |                         | Modifica les dades a Wikidata |
|        | la Cabanya                | Fonollosa | masia          |                                                   | 41° 45′ 51″ N, 1° 40′ 38″ E / 41.7640400311909°N,1.67712850470018°E                                                       |                                                                        |                         | Modifica les dades a Wikidata |
|        | la Caseta de Montconill   | Fonollosa | masia          |                                                   | 41° 45′ 52″ N, 1° 46′ 06″ E / 41.7643436122898°N,1.7684307027759°E                                                        |                                                                        |                         | Modifica les dades a Wikidata |
|        | la Devesa                 | Fonollosa | masia          |                                                   | 41° 46′ 34″ N, 1° 41′ 24″ E / 41.7761753300031°N,1.6899822807247°E                                                        |                                                                        |                         | Modifica les dades a Wikidata |
|        | la Fassina                | Fonollosa | masia          |                                                   | 41° 44′ 25″ N, 1° 43′ 07″ E / 41.7403002370946°N,1.71863521894693°E                                                       |                                                                        |                         | Modifica les dades a Wikidata |
|        | la Mallencosa             | Fonollosa | masia          |                                                   | 41° 44′ 24″ N, 1° 44′ 13″ E / 41.7400783216904°N,1.73682228889389°E                                                       |                                                                        |                         | Modifica les dades a Wikidata |
|        | la Morera                 | Fonollosa | masia          |                                                   | 41° 45′ 46″ N, 1° 39′ 59″ E / 41.7628455570489°N,1.66651870972135°E                                                       |                                                                        |                         | Modifica les dades a Wikidata |
|        | la Pabordia de Caselles   | Fonollosa | masia          | Estil: arquitectura romànica arquitectura popular | 41° 46′ 06″ N, 1° 40′ 49″ E / 41.768421°N,1.680197°E 539 msnm                                                             | bé integrant del patrimoni cultural català bé cultural d'interès local | La Pabordia de Caselles | Modifica les dades a Wikidata |
|        | la Torre                  | Fonollosa | masia monument |                                                   | 41° 44′ 43″ N, 1° 43′ 29″ E / 41.74524°N,1.724845°E                                                                       | bé d'interès cultural bé cultural d'interès nacional                   | La Torre (Fonollosa)    | Modifica les dades a Wikidata |
|        | la Vall                   | Fonollosa | masia          | Estil: arquitectura popular                       | 41° 45′ 28″ N, 1° 38′ 58″ E / 41.75787°N,1.649417°E 548 msnm                                                              | bé integrant del patrimoni cultural català                             | La Vall (Fonollosa)     | Modifica les dades a Wikidata |
|        | la Vinya                  | Fonollosa | masia          |                                                   | 41° 45′ 51″ N, 1° 39′ 45″ E / 41.7641938672512°N,1.66241260538726°E                                                       |                                                                        |                         | Modifica les dades a Wikidata |
|        | les Clotes                | Fonollosa | masia          |                                                   | 41° 45′ 45″ N, 1° 38′ 30″ E / 41.762591736647°N,1.64177880759273°E                                                        |                                                                        |                         | Modifica les dades a Wikidata |
|        | les Garrigues Noves       | Fonollosa | masia          |                                                   | 41° 46′ 20″ N, 1° 39′ 41″ E / 41.772125811413°N,1.66138153421565°E                                                        |                                                                        |                         | Modifica les dades a Wikidata |
|        | les Garrigues Velles      | Fonollosa | masia          |                                                   | 41° 46′ 18″ N, 1° 39′ 47″ E / 41.771630762683°N,1.66295591381899°E                                                        |                                                                        |                         | Modifica les dades a Wikidata |

## molí d'aigua
| imatge | Nom                      | Ubicat a  | instància de | Detalls                     | coordenades                                                                                      | Protecció                                  | Commons (més fotos) | Dades a WD                    |
| ------ | ------------------------ | --------- | ------------ | --------------------------- | ------------------------------------------------------------------------------------------------ | ------------------------------------------ | ------------------- | ----------------------------- |
|        | Molí Vell                | Fonollosa | molí d'aigua | Estil: arquitectura popular | 41° 45′ 38″ N, 1° 40′ 45″ E / 41.760693°N,1.679142°E                                             | bé integrant del patrimoni cultural català |                     | Modifica les dades a Wikidata |
|        | Molí de Boixeda          | Fonollosa | molí d'aigua | Estil: arquitectura popular | 41° 45′ 47″ N, 1° 43′ 47″ E / 41.763071°N,1.729856°E                                             | bé integrant del patrimoni cultural català | Molí de Boixeda     | Modifica les dades a Wikidata |
|        | Molí de Centells de Baix | Fonollosa | molí d'aigua | Estil: arquitectura popular |                                                                                                  | bé integrant del patrimoni cultural català |                     | Modifica les dades a Wikidata |
|        | Molí de Fals             | Fonollosa | molí d'aigua | Estil: arquitectura popular | 41° 45′ 30″ N, 1° 44′ 04″ E / 41.758288°N,1.734344°E ca:Fals. Molí de Fals s/n (08259 Fonollosa) | bé integrant del patrimoni cultural català | Molí de Fals        | Modifica les dades a Wikidata |

## nucli de població
| imatge | Nom                 | Ubicat a  | instància de      | Detalls | coordenades                                                        | Protecció | Commons (més fotos) | Dades a WD                    |
| ------ | ------------------- | --------- | ----------------- | ------- | ------------------------------------------------------------------ | --------- | ------------------- | ----------------------------- |
|        | Pocafarina          | Fonollosa | nucli de població |         | 41° 46′ 17″ N, 1° 39′ 36″ E / 41.7712897072°N,1.65996718831729°E   |           |                     | Modifica les dades a Wikidata |
|        | el Paisà            | Fonollosa | nucli de població |         | 41° 45′ 56″ N, 1° 40′ 58″ E / 41.765678098688°N,1.6827464008371°E  |           |                     | Modifica les dades a Wikidata |
|        | el Raval de la Creu | Fonollosa | nucli de població |         | 41° 45′ 06″ N, 1° 42′ 45″ E / 41.7517781150257°N,1.7124772639042°E |           |                     | Modifica les dades a Wikidata |
|        | les Oliveres        | Fonollosa | nucli de població |         | 41° 44′ 37″ N, 1° 42′ 48″ E / 41.743507238708°N,1.7132649158508°E  |           |                     | Modifica les dades a Wikidata |

## pont
| imatge | Nom                          | Ubicat a  | instància de | Detalls                     | coordenades                                                         | Protecció                                  | Commons (més fotos)          | Dades a WD                    |
| ------ | ---------------------------- | --------- | ------------ | --------------------------- | ------------------------------------------------------------------- | ------------------------------------------ | ---------------------------- | ----------------------------- |
|        | Pont de Cal Paisà            | Fonollosa | pont         |                             | 41° 45′ 46″ N, 1° 40′ 39″ E / 41.7626934902886°N,1.67751706009006°E |                                            |                              | Modifica les dades a Wikidata |
|        | Pont de la Fassina           | Fonollosa | pont         | Estil: arquitectura popular |                                                                     | bé integrant del patrimoni cultural català |                              | Modifica les dades a Wikidata |
|        | Pont de la carretera a Camps | Fonollosa | pont         | Estil: arquitectura popular | 41° 45′ 50″ N, 1° 40′ 33″ E / 41.763822°N,1.675769°E                | bé integrant del patrimoni cultural català | Pont de la carretera a Camps | Modifica les dades a Wikidata |
|        | Pontet del Soler             | Fonollosa | pont         |                             | 41° 45′ 54″ N, 1° 41′ 20″ E / 41.7650587147389°N,1.68899342274774°E |                                            |                              | Modifica les dades a Wikidata |

## Misc
| imatge | Nom                                  | Ubicat a                              | instància de         | Detalls                                                               | coordenades                                                                          | Protecció                                            | Commons (més fotos)     | Dades a WD                    |
| ------ | ------------------------------------ | ------------------------------------- | -------------------- | --------------------------------------------------------------------- | ------------------------------------------------------------------------------------ | ---------------------------------------------------- | ----------------------- | ----------------------------- |
|        | Alzina Grossa de Querol              | Fonollosa                             | arbre singular       | Taxon: alzina (Quercus ilex) Ample: 22.8m Alt: 14.5m Perímetre: 3.65m | 41° 45′ 34″ N, 1° 40′ 28″ E / 41.75932°N,1.67458°E ca:Masia Querol 534 msnm          | arbre monumental                                     | Alzina Grossa de Querol | Modifica les dades a Wikidata |
|        | Castell de Fals                      | Fonollosa                             | castell              | Estil: arquitectura romànica                                          | 41° 45′ 24″ N, 1° 44′ 07″ E / 41.7567°N,1.73528°E                                    | bé d'interès cultural bé cultural d'interès nacional | Castell de Fals         | Modifica les dades a Wikidata |
|        | Costa de Cal Xamal                   | Fonollosa                             | costa                |                                                                       | 41° 45′ 19″ N, 1° 41′ 50″ E / 41.7552°N,1.69713°E                                    |                                                      |                         | Modifica les dades a Wikidata |
|        | Jaciment arqueològic Pla de Mallorca | Fonollosa                             | jaciment arqueològic |                                                                       | 41° 46′ 47″ N, 1° 42′ 46″ E / 41.779801°N,1.712735°E 592 msnm                        |                                                      |                         | Modifica les dades a Wikidata |
|        | Polígon industrial de Fonollosa      | Fonollosa                             | polígon industrial   |                                                                       | 41° 46′ 00″ N, 1° 40′ 04″ E / 41.7665613770032°N,1.66772901661717°E                  |                                                      |                         | Modifica les dades a Wikidata |
|        | Pontet i aqüeducte                   | Fonollosa                             | aqüeducte pont       | Estil: arquitectura popular                                           | 41° 45′ 52″ N, 1° 40′ 31″ E / 41.764499°N,1.675382°E                                 | bé integrant del patrimoni cultural català           | Pontet i aqüeducte      | Modifica les dades a Wikidata |
|        | Puig de la Vall                      | Fonollosa                             | muntanya             |                                                                       | 41° 45′ 44″ N, 1° 38′ 56″ E / 41.76227222°N,1.64889167°E ca:Fonollosa 686.5 msnm     |                                                      |                         | Modifica les dades a Wikidata |
|        | Roques del Diable                    | Fonollosa                             | indret               |                                                                       | 41° 46′ 13″ N, 1° 40′ 27″ E / 41.770158019241°N,1.67421156814986°E ca:Camps 540 msnm |                                                      |                         | Modifica les dades a Wikidata |
|        | Torrent de Soldevila                 | Fonollosa                             | torrent              | Desemboca: riera de Fonollosa                                         |                                                                                      |                                                      |                         | Modifica les dades a Wikidata |
|        | Xamal                                | Fonollosa                             | vèrtex geodèsic      | Alt: 1.2m                                                             | 41° 45′ 04″ N, 1° 41′ 41″ E / 41.75102°N,1.694613°E 601.911 msnm                     |                                                      |                         | Modifica les dades a Wikidata |
|        | casa consistorial de Fonollosa       | Fonollosa                             | casa consistorial    |                                                                       | 41° 45′ 47″ N, 1° 40′ 09″ E / 41.7631112°N,1.6691518°E                               |                                                      |                         | Modifica les dades a Wikidata |
|        | dolmen de Betlem                     | Fonollosa                             | premsa de vi dolmen  |                                                                       | 41° 46′ 47″ N, 1° 42′ 45″ E / 41.7798°N,1.71259°E                                    | bé integrant del patrimoni cultural català           |                         | Modifica les dades a Wikidata |
|        | serra de la Vall                     | Aguilar de Segarra Fonollosa Rajadell | serra                |                                                                       | 41° 45′ 09″ N, 1° 38′ 49″ E / 41.7526°N,1.64706°E 680.6 msnm                         |                                                      |                         | Modifica les dades a Wikidata |